# Mai Okumura
Mai Okumura (jap. 奥村麻依 Okumura Mai; ur. 31 października 1990 w Japonii) – japońska siatkarka grająca jako środkowa. Obecnie występuje w drużynie Kaetsu University.